# Стэплтон-Коттон, Майкл, 5-й виконт Комбермер
Майкл Веллингтон Стэплтон-Коттон, 5-й виконт Комбермер (англ. Michael Wellington Stapleton-Cotton, 5th Viscount Combermere; 8 августа 1929 — 3 ноября 2000) — британский учёный и член Палаты лордов.

## Происхождение
Родился 8 августа 1929 года. Старший сын Фрэнсиса Стэплтона-Коттона, 4-го виконта Комбермера (1887—1969), и его второй жены, Констанции Мари Кэтрин Драммонд (1893—1968).

## Карьера
Он получил образование в Итонском колледже, после чего сначала служил в Палестинской полиции (1947—1948), а затем в Королевской канадской конной полиции (1948—1950), и после этого в течение восьми лет служил в Королевских военно-воздушных силах, уйдя в отставку в 1958 году в звании лейтенанта авиации. Затем он продолжил обучение в Королевском колледже Лондона в 1962 году, окончив его с отличием по бакалавриату богословия и степенью магистра теологии. С 1972 по 1994 год он был преподавателем библейских и религиозных исследований на кафедре заочных исследований Лондонского университета, а с 1988 по 1994 год — старшим преподавателем Центра заочных исследований в Биркбеке Лондонского университета.
Он заседал в Палате лордов в качестве члена парламента, но в 1999 году потерял свое место в парламенте после принятия Закона о Палате лордов 1999 года.

## Личная жизнь
4 февраля 1961 года Майкл Стэплтон-Коттон женился на Памеле Элизабет Коулсон, дочери преподобного Роберта Густавуса Коулсона. У супругов было трое детей:
- Достопочтенная Тара Кристабель Стэплтон-Коттон (род. 26 ноября 1961), в 1992 году она вышла замуж за Лорана Саглио
- Достопочтенная София Мэри Стэплтон-Коттон (род. 20 июля 1963), в 1995 году она вышла замуж за Гревилла Томаса Уортингтона, от брака с которым у неё было трое детей.
- Томас Роберт Веллингтон Стэплтон-Коттон, 6-й виконт Комбермер (род. 30 августа 1969), в 2005 году он женился на Кэролайн Саре Ирби, от брака с которой у него были сын Ласло (род. 2010)[2] и дочь Элоди (род. 2012).

Виконт Комбермер скончался в ноябре 2000 года в возрасте 71 года, и ему наследовал его сын Томас Стэплтон-Коттон, 6-й виконт Комбермер.